# Law of the Lawless (1923)
Law of the Lawless is een Amerikaanse dramafilm uit 1923 onder regie van Victor Fleming. Destijds werd de film in Nederland uitgebracht onder de titel De zigeunermeid.

## Verhaal
Het Tataarse meisje Sahande wordt verkocht aan de zigeunerkoning Costa. Hij biedt meer geld voor haar dan haar verloofde Sender. Costa geeft Sahande tien dagen de tijd om zijn liefde te beantwoorden. Anders zal hij met Sender duelleren om haar hand. Sender en zijn mannen overvallen Costa en ze sluiten hem op in een toren. Wanneer er brand uitbreekt in de toren, beseft Sahande dat ze van Costa houdt en ze redt hem.

## Rolverdeling
| Acteur               | Personage   |
| -------------------- | ----------- |
| Dorothy Dalton       | Sahande     |
| Charles de Rochefort | Costa       |
| Theodore Kosloff     | Sender      |
| Tully Marshall       | Ali Mechmet |
| Fred Huntley         | Osman       |
| Margaret Loomis      | Fanutza     |